# Wang Manli
Dit is een Chinese naam; de familienaam is Wang.
Wang Manli (Chinees: 王曼丽) (Mudanjiang (Heilongjiang), 18 maart 1973) is een Chinees voormalig langebaanschaatsster.
Wang werd in het seizoen 2003-2004 eerste in het eindklassement over de Wereldbeker op de 500 meter. Tijdens de Olympische Winterspelen van 2006 in Turijn behaalde ze de zilveren medaille op die afstand.

## Persoonlijke records
| Afstand    | Tijd    | Datum            | Baan           |
| ---------- | ------- | ---------------- | -------------- |
| 500 meter  | 37,28   | 20 november 2005 | Salt Lake City |
| 1000 meter | 1.14,89 | 19 november 2005 | Salt Lake City |
| 1500 meter | 2.09,06 | 14 november 1998 | Inzell         |
| 3000 meter | 5.02,01 | 17 januari 1999  | Changchun      |
| 5000 meter | 9.02,78 | 23 maart 1992    | Changchun      |

#### Wereldrecords laaglandbaan (officieus)
| Nr. | Afstand   | Tijd  | Datum            | Baan      |
| --- | --------- | ----- | ---------------- | --------- |
| 1.  | 500 meter | 37,83 | 27 november 2005 | Milwaukee |

## Resultaten
| jaar | WK Sprint | WK Afstanden       | Olympische Spelen  |
| ---- | --------- | ------------------ | ------------------ |
| 1996 | 17e       |                    |                    |
| 1997 | 26e       |                    |                    |
| 1998 |           |                    | 22e 500m 31e 1000m |
| 2000 | 15e       | 11e 500m 19e 1000m |                    |
| 2001 | 13e       | 11e 500m 24e 1000m |                    |
| 2002 | 16e       |                    | 13e 500m 26e 1000m |
| 2003 | 4e        | 500m               |                    |
| 2004 | 4e        | 500m · 11e 1000m   |                    |
| 2005 | ns4       | 500m               |                    |
| 2006 | Zilver    |                    | 500m · 20e 1000m   |